# Clubroot
Clubroot (настоящее имя — Дэн Ричмонд, англ. Dan Richmond) — британский дабстеп-музыкант, продюсер и диджей. Его музыку часто сравнивают с композициями Бэриала из-за сходства атмосферности глубокого и тёмного звучания. Clubroot подписан на лейбл «Lo Dubs» (Сан-Франциско), на котором выпустил три альбома. Популярность музыканта (особенно в Интернете) возросла после микса на шоу телеведущей Мэри Энн Хоббс на радиостанции «BBC Radio 1» в мае 2009 года. Журнал «PopMatters» поставил второму альбому музыканта оценку «7» из «10».

## Дискография

### Альбомы
| Релиз           | Название            | Продолжительность | Форматы           |
| --------------- | ------------------- | ----------------- | ----------------- |
| 2009, 22 июня   | Clubroot            | 47:56             | CD, FLAC, 12"     |
| 2010, 11 мая    | Clubroot (II - MMX) | 53:11             | FLAC, 12", CD, LP |
| 2012, 17 апреля | III – MMXII         | 71:56             | FLAC, 12", CD, LP |

### Мини-альбомы
- Remixes Volume 1 (2010)
- Solar Flares EP (2010)
- Summons EP (2012)

### Синглы
- Scars / Hellion (2012, Solace Records)

### Компиляции
- Time Flys (2011) — 11 бесплатных треков раннего (2005—2008) творчества музыканта